# Astiphromma buccatum
Astiphromma buccatum är en stekelart som först beskrevs av Thomson 1886.  Astiphromma buccatum ingår i släktet Astiphromma och familjen brokparasitsteklar. Arten är reproducerande i Sverige. Inga underarter finns listade.